# Гірський біг
Гірський біг  — легкоатлетична бігова дисципліна, яка передбачає біг пересіченою місцевістю та яка проводиться в межах гірських ландшафтів.
Гірський біг, як бігова дисципліна, включає окремі елементи кросу та трейлу.
Головним органом, що регулює гірський біговий рух у світі та організовує світові чемпіонати в цій легкоатлетичній дисципліні, є Всесвітня асоціація гірського бігу, що функціонує під патронажем ІААФ.

## Правила змагань
Незважаючи на те, що ІААФ включила гірський біг до переліку легкоатлетичних дисциплін, починаючи з 2004 року, власне орієнтири щодо правил змагань з гірського бігу вперше з'явились у Правилах змагань ІААФ тільки у 2014 році.
Основні положення настанов ІААФ щодо проведення змагань з гірського бігу включають наступне:
- Більшість змагань з гірського бігу - це змагання із загальним стартом, в яких всі спортсмени стартують разом або окремо за статтю або віковими категоріями. Змагання з гірського бігу з індивідуальним стартовим часом з різними інтервалами вважаються змаганнями на час. Переможці та місце у підсумковому протоколі визначаються за індивідуальним часом приходу до фінішу.
- Змагання з гірського бігу можуть передбачати естафети, дистанція та тип траси якої можуть широко варіюватися залежно від природних умов і планів організаторів змагань.
- Змагання з гірського бігу проходять на місцевості, яка віддалена від доріг, але якщо є значний підйом на трасі, то дозволяється в дистанцію траси включати дорогу зі щебеневим покриттям.
- Довжина траси може варіюватися від 1 км до марафонської дистанції.
- За типом траси можуть бути "вгору", "вгору і вниз" або змішаними.
- Середній нахил повинен становити мінімум 5% (або 50 м на 1 км) і не повинен перевищувати 20% (або 200 м на 1 км). Найкращий середній приріст має місце, коли він складає близько 100 м на 1 км за умови, що траса залишається здоланою.
- Кожна траса змагань повинна бути ретельно розмічена, а всім учасникам змагань – надана детальна карта з її профілем. Спортсмен, який зійшов з розміченої траси, таким чином скоротивши необхідну дистанцію, підлягає дискваліфікації.

Всесвітня асоціація гірського бігу встановлює окремі, більш детальні правила чемпіонатів світу та інших найпрестижніших змагань з гірського бігу, організатором яких вона виступає.

## Основні змагання
ІААФ напряму не організовує глобальні та міжнародні чемпіонати з гірського бігу. Проведенням останніх опікується Всесвітня асоціація гірського бігу.

### Чемпіонат світу з гірського бігу
Чемпіонати світу з гірського бігу проводяться Всесвітньою асоціацією гірського бігу щорічно з 2009 року. До 2009 року ці щорічні змагання мали назву Світового трофею з гірського бігу (англ. World Mountain Running Trophy) та проводились з 1985 року.
Згідно з встановленими правилами, в парні роки проводяться чемпіонати світу на трасі "вгору", а в непарні роки - "вгору і вниз". Орієнтовна загальна довжина траси чемпіонату має становити 5-6 км (для юніорів) та 10-12 км (для дорослих), при цьому асфальтоване покриття має бути меншим за 20% загальної її довжини. Найвища точка рельєфу траси не повинна бути вищою за 3000 метрів над рівнем моря, а орієнтовний набір висоти має становити не менше 100 і не більше 200 метрів на 1 км.

### Чемпіонат світу з гірського бігу (довга дистанція)
Чемпіонати світу з гірського бігу на довгій дистанції проводяться Всесвітньою асоціацією гірського бігу щорічно з 2014 року. До 2014 року ці щорічні змагання мали назву Світового виклику з гірського бігу на довгій дистанції (англ. World Long Distance Mountain Running Challenge) та проводились з 2004 року.
Згідно з встановленими правилами, залежно від рельєфу місцевості, довга дистанція за типом може бути як "вгору", так і "вгору і вниз", а її орієнтовна загальна довжина не повинна бути більше марафонської (42195 м), при цьому асфальтоване покриття має бути меншим за 20% загальної її довжини. Найвища точка рельєфу траси не повинна бути вищою за 3000 метрів над рівнем моря, а орієнтовний набір висоти має становити не більше 200 метрів на 1 км і загальна довжина підйому (набору висоти) повинна бути більша за 2000 метрів. Крім цього, результат чоловічого рекорду траси має перебувати у діапазоні від 2 до 4 годин.

### Інши світові змагання
Крім вищезазначених двох світових чемпіонатів, Всесвітня асоціація гірського бігу щорічно організовує також наступні першості: Кубок світу з гірського бігу (серія стартів впродовж року, за підсумками яких переможцем визначається атлет (атлетка), який набрав найбільшу кількість очок), Міжнародний кубок з гірського бігу серед юнаків ((англ. International Mountain Running Youth Cup) (змагання з гірського бігу для юнаків та дівчат віком до 18 років) та Чемпіонат світу з гірського бігу серед ветеранів ((англ. World Masters Mountain Running Championships).

### Континентальні змагання
Щороку проводяться наступні континентальні першості з гірського бігу: Чемпіонат Європи з гірського бігу, Чемпіонат Північної та Центральної Америки та країн Карибського басейну з гірського бігу, Чемпіонат Африки з гірського бігу та Чемпіонат Південної Америки з гірського бігу.

### Національні змагання
В Україні з 2004 року Федерація легкої атлетики України проводить чемпіонат України з гірського бігу. Крім цього, з 2016 року до календаря змагань був доданий окремий чемпіонат з гірського бігу на довгій дистанції.